# Латински войни
Латинските войни са между Римската република и Съюза на латинските градове.

## Първа латинска война между (498 – 493 пр.н.е.)
Латинският съюз се състои от около 30 града, села и племена на Апенинския полуостров и е основан през 6 век пр.н.е.
През 498 пр.н.е. започва война между съюза и Римската република. С битката при Лаго Реджило през 493 пр.н.е. войната свършва с мирен договор (Foedus Cassianum), с който двете страни се съюзяват.

## Втора латинска война между (340 – 338 пр.н.е.)
Рим печели скоро главна позиция в съюза. От 343 пр.н.е. се води Първата самнитска война и латините искат повече права и независимост от Рим.
През 340 пр.н.е. латинска делегация иска да се образува държава, в която латините да бъдат приети в сената с равни правни. Римляните отказват и се започва война. Римляните прекратяват войната със самнитите и се съюзяват с тях. Латините нахлуват в Самниум и в битката при Везувий през 339 пр.н.е. са победени. Римляните имат победа и във втората битка през 338 пр.н.е. при Трифанум и скоро завземат всички латински градове, които частично се романизират.
От завладяната територия (ок. 6.000 км²) се образува провинция Лацио.